# Medaille „Wache über das Vaterland“
Die Medaille „Wache über das Vaterland“ (rumänisch Medalia de strajâ patriei) war eine staatliche Auszeichnung der Volksrepublik Rumänien. Die Stiftung erfolgte am 15. November 1957 durch das Dekret Nr. 517 des Staatsrates (Consiliul de stat). Die Veröffentlichung der Statuten erfolgte im rumänischen Staatsanzeiger (Buletinul oficial) Nr. 31. Die Medaille, welche in einer Klasse gestiftet worden war, wurde an Armeeangehörige des Innenministeriums für hervorragende Leistungen und persönlichen Aktionen in ihrem Arbeitsbereich, aber auch für den Schutz der Landesgrenze sowie für sehr gute Ergebnisse bei der Durchführung ihrer Arbeit verliehen.

## Aussehen und Trageweise

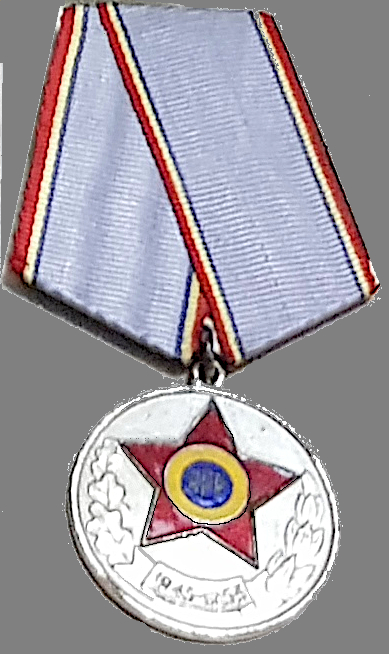
Typ 1957.

Die Medaille hat die Form eines fünfstrahligen Sterns, welcher auf dem Avers dunkelrot emailliert ist. Das Zentrum des Sterns ist dagegen hellblau emailliert und zeigt das Landeswappen sowie die Majuskel RPR, ab 1966 dann RSR. Medaillenausführungen ohne Landeskürzel sind bekannt. Das Medaillon wird dabei von einem grünen Schriftring umrahmt auf dem die Aufschrift REPUBLICA POPULARA ROMINA, ab 1967 REPUBLICA SOCIALISTA ROMANIA, zu lesen ist. Das Revers der Medaille ist glatt und zeigt im oberen Drittel unter einem fünfstrahligen Stern die zweizeilige Inschrift: DE STRAJA PATRIEI.
Getragen wurde die Medaille an der linken oberen Brustseite des Beliehenen an einer 23 mm breiten grünen pentagonalen Spange. In das Ordensband ist mittig ein 2 mm breiter blauer Streifen eingewebt, der von zwei 5 mm breiten blauen Streifen flankiert wird.